# Skovgaltetand
Skovgaltetand (Stachys sylvatica), ofte skrevet skov-galtetand, er en 40-100 cm høj urt, der vokser i løvskove og levende hegn. Hele planten lugter ilde ved berøring.

## Beskrivelse
Skovgaltetand er en flerårig urt med en opret, stiv vækst. Stænglerne er firkantede og hårede. Bladene sidder modsat, og de er langstilkede, hjerteformede og spidse med savtakket rand. Over- og undersiderne er ensartet græsgrønne og behårede.
Blomstringen sker i juni-august, hvor man kan se blomsterne sidde i korte aks fra bladhjørner og spidsen af stænglerne. De enkelte blomster er uregelmæssige og mørkerøde med hvide aftegninger. Frugterne er delfrugter, som er glatte.
Rodnettet består af vandrette jordtængler, som bærer både de overjordiske skud og de trævlede rødder.
Højde x bredde og årlig tilvækst: 1,00 x 0,40 m (100 x 40 cm/år), heri ikke medregnet skud fra jordstænglerne.

## Voksested
Arten er udbredt i Centralasien, Kaukasus, Lilleasien og det meste af Europa. I Danmark er den almindelig i Østjylland, det østlige Sydjylland og på Øerne. I resten af landet findes den hist og her eller er sjælden. Den er knyttet til fugtig, næringsrig bund i f.eks. løvskove, krat og levende hegn .
I skoven Langton Lees på skråningerne af Leescleugh Burn (Skotland), findes den i et plantesamfund grupperingen Alno-ulmion sammen med bl.a.: alm. bingelurt, fjerbregne, alm. milturt, alm. mjødurt, alm. rapgræs, dunet steffensurt, gul iris, lægebaldrian, rødel, småbladet milturt og stor nælde.

## Galleri
- Vækstform
- Blad
- Stængel
- Frugter
- Habitat

| Portal | Portal:Botanik |

## Fodnoter
1. ↑  Sarah Eno: National Vegetation Classification survey for Langton Lees Cleugh Arkiveret 22. oktober 2007 hos  Wayback Machine (engelsk)